# Thannhausen (Steiermark)
Thannhausen ist eine Gemeinde mit 2427 Einwohnern (Stand 1. Jänner 2025) in der Steiermark.

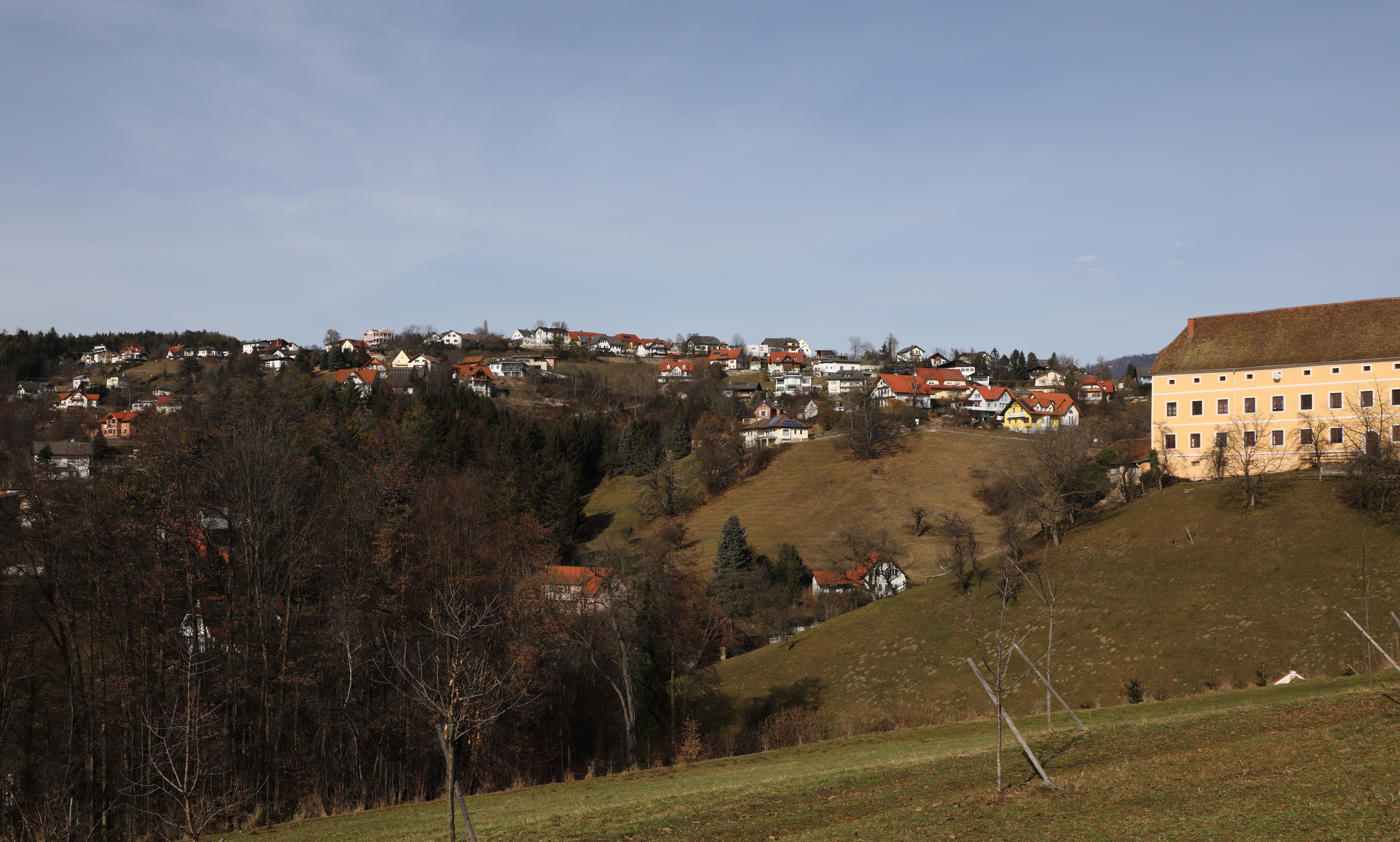
Blick auf Landscha, Thannhausen

## Geografie
Thannhausen liegt im Bezirk Weiz im österreichischen Bundesland Steiermark in einer Höhe von 400 bis 1000 Meter über dem Meer. Die Gemeinde hat eine Größe von über dreißig Quadratkilometer. Davon sind sechzig Prozent bewaldet, dreißig Prozent werden landwirtschaftlich genutzt.

### Gemeindegliederung
Das Gemeindegebiet umfasst folgende neun Ortschaften (in Klammern Einwohnerzahl Stand 1. Jänner 2025):
- Alterilz (86)
- Grub (160)
- Landscha bei Weiz (614)
- Oberdorf bei Thannhausen (170)
- Oberfladnitz (473)
- Peesen (333)
- Ponigl (254)
- Raas (171)
- Trennstein (166)

Die Gemeinde umfasst eine Fläche von 33,51 km² und besteht aus sieben Katastralgemeinden (Fläche: Stand 31. Dezember 2023):
- Landscha (352,88 ha)
- Oberdorf bei Thannhausen (162,31 ha)
- Oberfladnitz (179,41 ha)
- Peesen (505,91 ha)
- Ponigl (1.400,08 ha)
- Raas (364,87 ha)
- Trennstein (385,78 ha)

### Nachbargemeinden
|      | Sankt Kathrein am Offenegg                  | Anger                      |
| Naas | Kompassrose, die auf Nachbargemeinden zeigt | Puch bei Weiz              |
|      | Weiz                                        | Sankt Ruprecht an der Raab |

## Geschichte
Die erste urkundliche Erwähnung stammt von der Burg Trennstein, die 1117 Treunstein genannt wird. In dieser Zeit erfolgte eine intensive Besiedlung vom Erzbistum Salzburg aus, das in Oberfladnitz-Thannhausen ein Rodungszentrum anlegte. Die Burg schützte die Siedler vor ungarischen Einfällen, die in der Mitte des 12. Jahrhunderts zunahmen. Um 1350 kam die Burg in den Besitz der Stubenberg, große Teile der Besitzungen um Treunstein gehörten jedoch den Gutenbergern westlich von Weiz.
Als die Stubenberg im Jahr 1617 die Burg an Freiherrn Balthasar von Thannhausen verkauften, begann der Verfall. Material wurde zum Bau von Höfen in Sturmberg und Altradmannsdorf verwendet, sodass heute nur noch Kellerreste vorhanden sind.
Das Schloss Thannhausen wurde im 16. Jahrhundert von den Teuffenbachern und Conrad von Thannhausen errichtet.

### Bevölkerungsentwicklung

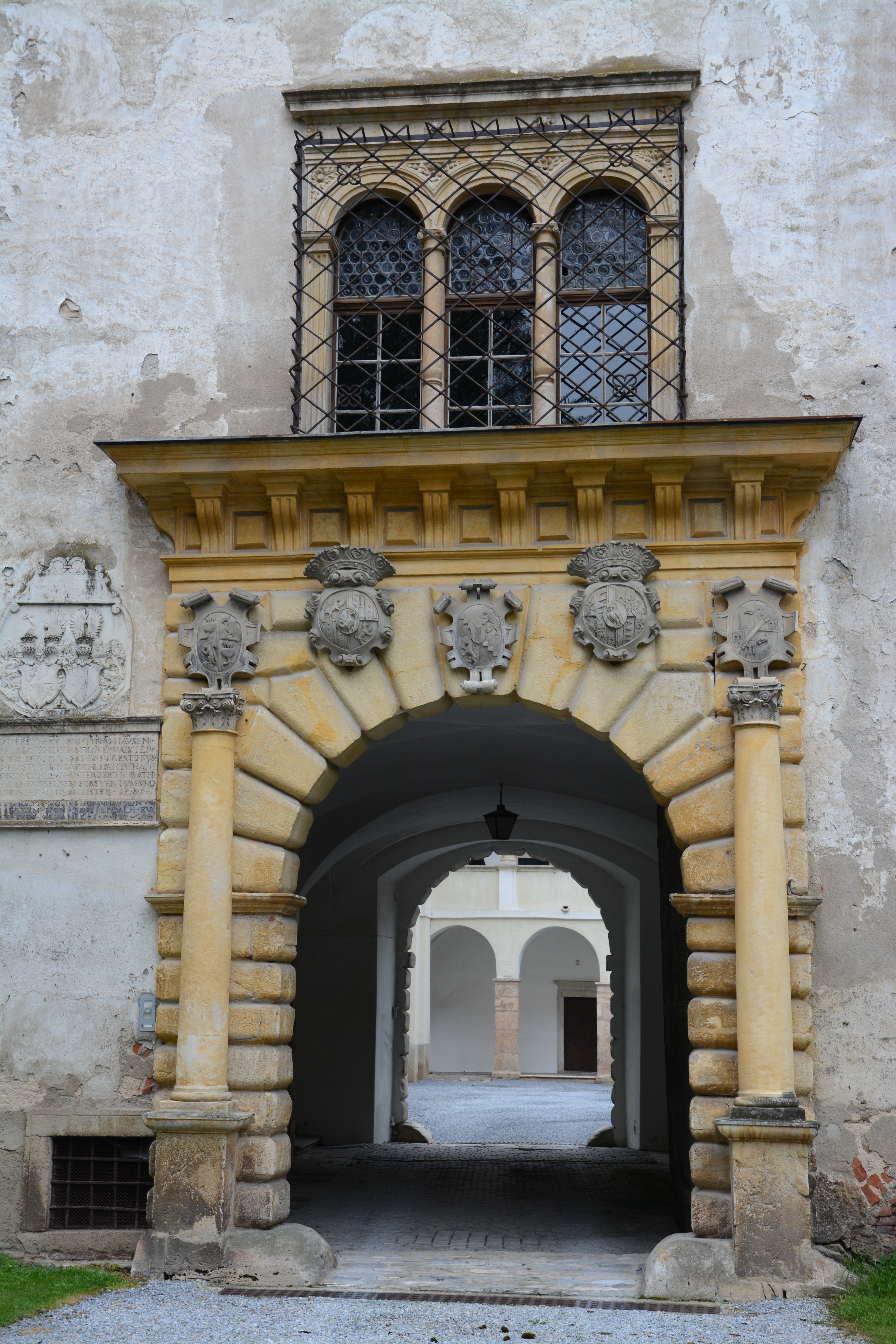
Eingangstor Schloss Thannhausen

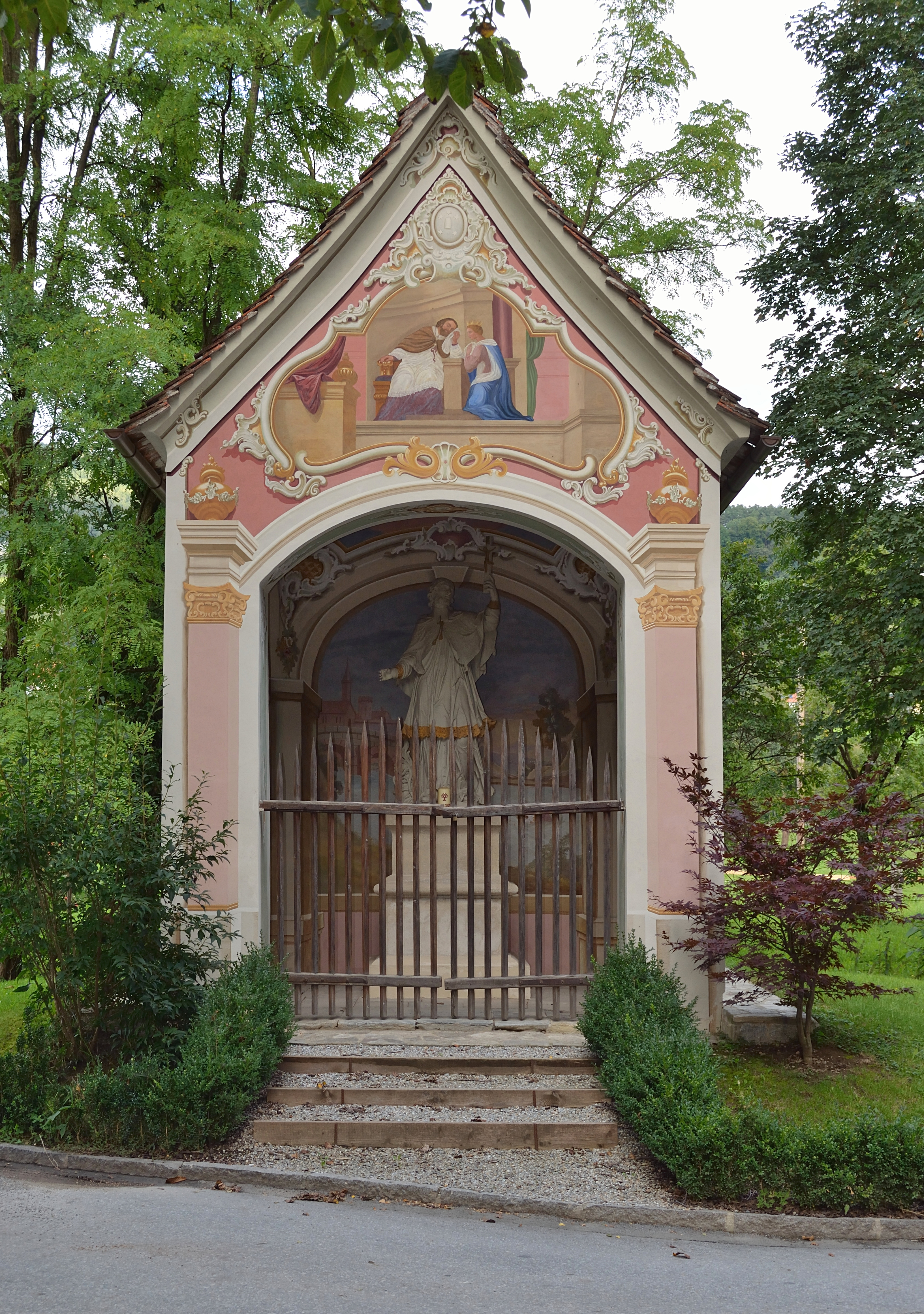
Nepomuk-Kapelle

| Thannhausen: Einwohnerzahlen von 1869 bis 2024      | Thannhausen: Einwohnerzahlen von 1869 bis 2024 | Thannhausen: Einwohnerzahlen von 1869 bis 2024 | Thannhausen: Einwohnerzahlen von 1869 bis 2024 | Thannhausen: Einwohnerzahlen von 1869 bis 2024 |
| --------------------------------------------------- | ---------------------------------------------- | ---------------------------------------------- | ---------------------------------------------- | ---------------------------------------------- |
| Jahr                                                |                                                |                                                |                                                | Einwohner                                      |
| 1869                                                | 1869                                           |                                                | 1.552                                          | 1.552                                          |
| 1880                                                | 1880                                           |                                                | 1.730                                          | 1.730                                          |
| 1890                                                | 1890                                           |                                                | 1.806                                          | 1.806                                          |
| 1900                                                | 1900                                           |                                                | 1.771                                          | 1.771                                          |
| 1910                                                | 1910                                           |                                                | 1.935                                          | 1.935                                          |
| 1923                                                | 1923                                           |                                                | 1.912                                          | 1.912                                          |
| 1934                                                | 1934                                           |                                                | 1.920                                          | 1.920                                          |
| 1939                                                | 1939                                           |                                                | 1.905                                          | 1.905                                          |
| 1951                                                | 1951                                           |                                                | 1.957                                          | 1.957                                          |
| 1961                                                | 1961                                           |                                                | 2.040                                          | 2.040                                          |
| 1971                                                | 1971                                           |                                                | 2.187                                          | 2.187                                          |
| 1981                                                | 1981                                           |                                                | 2.211                                          | 2.211                                          |
| 1991                                                | 1991                                           |                                                | 2.283                                          | 2.283                                          |
| 2001                                                | 2001                                           |                                                | 2.272                                          | 2.272                                          |
| 2011                                                | 2011                                           |                                                | 2.361                                          | 2.361                                          |
| 2021                                                | 2021                                           |                                                | 2.491                                          | 2.491                                          |
| 2024                                                | 2024                                           |                                                | 2.467                                          | 2.467                                          |
| Quelle(n): Statistik Austria, Gebietsstand 1.1.2021 |                                                |                                                |                                                |                                                |

## Kultur und Sehenswürdigkeiten
- Siehe auch: Liste der denkmalgeschützten Objekte in Thannhausen
- Schloss Thannhausen
- Nepomuk-Kapelle

## Wirtschaft und Infrastruktur

### Wirtschaftssektoren
Von den 132 landwirtschaftlichen Betrieben des Jahres 2010 wurden mehr als sechzig Prozent im Nebenerwerb geführt. Die 49 Haupterwerbsbetriebe bewirtschafteten achtzig Prozent der Flächen. Die größten Arbeitgeber im Produktionssektor waren die Bereiche Herstellung von Waren und Bauwirtschaft. Im Dienstleistungssektor arbeitete ein Drittel der Erwerbstätigen im Handel, ein Viertel in sozialen und öffentlichen Diensten.
| Wirtschaftssektor            | Anzahl Betriebe | Anzahl Betriebe | Anzahl Betriebe | Erwerbstätige | Erwerbstätige | Erwerbstätige |
| Wirtschaftssektor            | 2021            | 2011            | 2001            | 2021          | 2011          | 2001          |
| ---------------------------- | --------------- | --------------- | --------------- | ------------- | ------------- | ------------- |
| Land- und Forstwirtschaft 1) | 80              | 132             | 157             | 117           | 105           | 118           |
| Produktion                   | 36              | 26              | 12              | 194           | 137           | 85            |
| Dienstleistung               | 102             | 84              | 36              | 220           | 149           | 97            |

1) Betriebe mit Fläche in den Jahren 2010 und 1999, Arbeitsstätten im Jahr 2021

### Berufspendler
Von den 1200 Erwerbstätigen, die 2010 in Thannhausen lebten, pendelten mehr als achtzig Prozent aus, blieben aber überwiegend im Bezirk Weiz.

## Politik
| - Der Gemeinderat setzte sich nach den Wahlen von 2015 wie folgt zusammen: 11 ÖVP, 3 SPÖ, 1 FPÖ - Der Gemeinderat setzte sich nach den Wahlen von 2020 wie folgt zusammen: 11 ÖVP, 4 SPÖ - er Gemeinderat setzt sich nach den Wahlen von 2025 wie folgt zusammen: 11 ÖVP, 4 SPÖ Von 2004 bis 2023 war Gottfried Heinz Bürgermeister von Thannhausen. Ihm folgte Johannes Hiebler-Texer. Die Verleihung des Gemeindewappens erfolgte mit Wirkung vom 1. August 1984. Die Blasonierung (Wappenbeschreibung) lautet: „Fünfmal von Rot und Gold gespalten, belegt mit einem damaszierten goldenen Balken.“ | Gemeinderatswahlen %80706050403020100 13,45 % (−11,07 %p)78,50 % (+8,89 %p)8,06 % (+2,18 %p) SPÖÖVPFPÖ20202025 |

## Persönlichkeiten
- Vincenz August Wagner (1790–1833), Jurist und Hochschullehrer an der Universität Wien
- Daniel Auer (* 1994), Radrennfahrer, geboren in Ponigl